# Coronel José Dias
Coronel José Dias là một đô thị thuộc bang Piauí, Brasil. Đô thị này có diện tích 1822,115 km², dân số năm 2007 là 4416 người, mật độ 2,42 người/km².